# Клеродендрум
Клероде́ндрум (лат. Clerodéndrum) — вечнозелёные и листопадные кустарники или маленькие деревья, иногда лианы; род растений подсемейства Живучковые (Ajugoideae) семейства Яснотковые (Lamiaceae).
Ранее некоторыми авторами род включался в семейство Вербеновые (Verbenaceae).

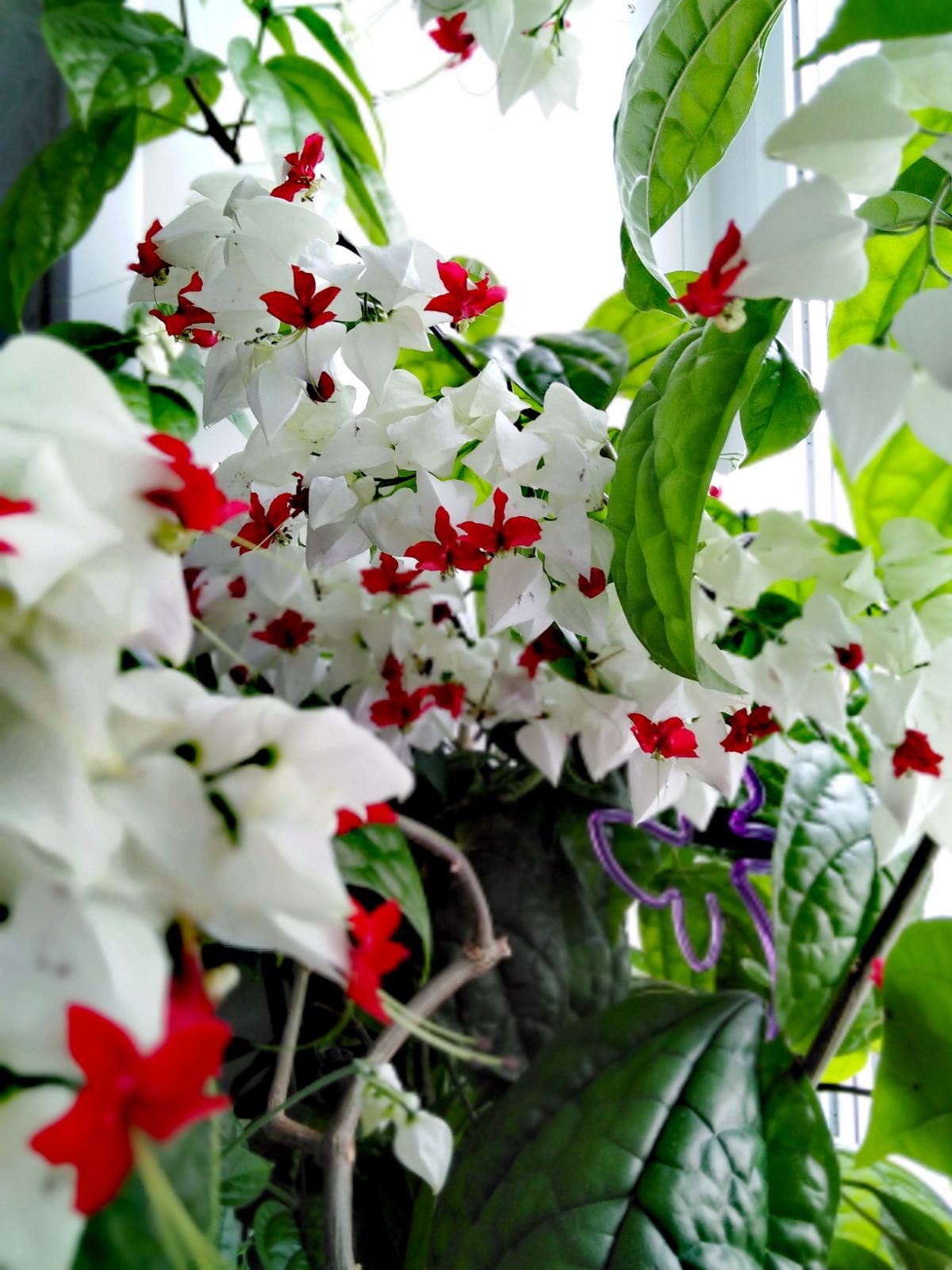
Clerodendrum tompsoniae

## Распространение и экология
По информации базы данных The Plant List, род включает 308 видов.
Виды этого рода произрастают преимущественно в тропических и субтропических областях Земли. Природный ареал: Африка, Азия (Индия, Индокитай, Китай, Корея, Япония, Филиппины), Америка, Австралия.
Растение теплолюбиво. Большинство видов сосредоточено в тропиках и субтропиках. Лишь несколько видов встречается на территории с умеренным климатом.

## Ботаническое описание

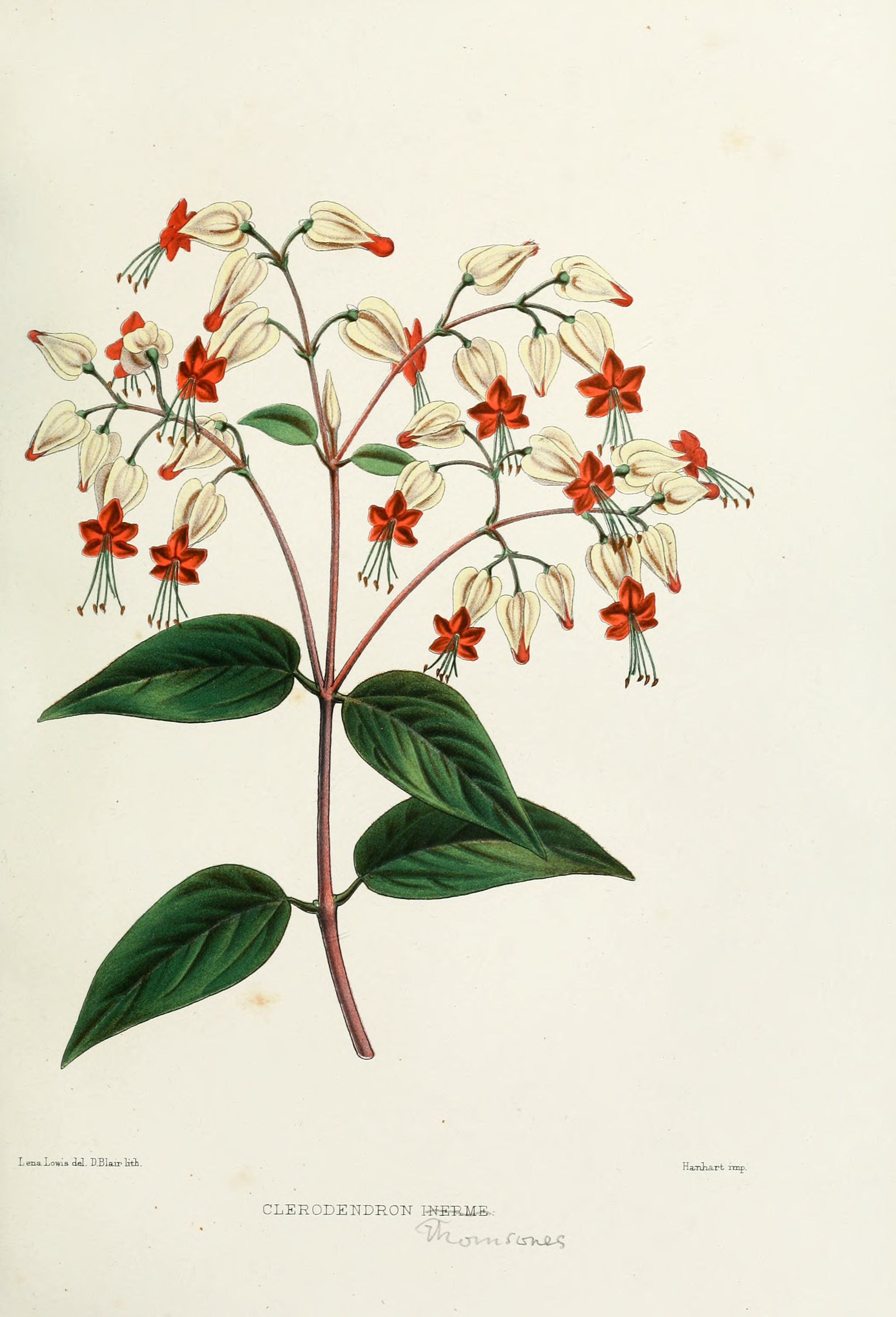
. Ботаническая иллюстрация из книги Familiar Indian Flowers (1878).

Многолетние ,травы или полукустарнички. Насыщенно-зеленые листовые пластины клеродендрума мутовчато- либо супротивнорасположенные простые сердцевидной формы с шероховатой «стеганной» поверхностью. Их длина варьируется от 20 до 30 сантиметров, а кромка может быть цельной либо зубчатой. В нижней части гибкие стебли быстро одревесневают. Конечные кистевидные либо щитковидные соцветия состоят из очень эффектных цветков, имеющих длинные тычинки. Цветки У большей части видов цветки обладают формой бабочки, однако у клеродендрума бенге и у клеродендрума филиппинского соцветия внешне похожи на необычной формы букеты. Листва и цветки большинства видов источают запах. При этом у всех видов аромат разный. Род Clerodendrum ранее относили к семейству Вербеновые Verbenaceae, но современные филогенетические исследования включили его в Яснотковые Lamiaceae. Некоторые виды Clerodendrum inerme имеют солеустойчивость и растут в мангровых зонах. Опушение листьев уменьшает испарение влаги в засушливых условиях.

### В культуре
Выращиваются многие виды, наиболее распространённые: Клеродендрум госпожи Томпсон, Клеродендрум Уоллича, Клеродендрум угандийский, Клеродендрум филиппинский,  Клеродендрум специозум,клеродендрум трёхраздельный и клеродендрум Бунге.
Клеродендрум трёхраздельный — куст или небольшое листопадное деревце до 10 м высотой.
Один из самых популярных клеродендрумов. Clerodendrum thomsoniae — листопадная лиана с тонкими деревенеющими стебельками. Её листва достаточно большая (до 12 см длиной) и плотная. Листовые пластинки имеют насыщенный зелёный окрас и выраженные прожилки. На поверхности листа могут находиться тёмные или светлые пятнышки. Цветение длится с начала весны до июня. Белые вздутые прицветники дополняются изящными яркими цветочками красного цвета с длинными светлыми тычинками. Они формируют рыхлые кистевидные соцветия в листовых пазухах. Размножить этот вид в домашних условиях можно только с помощью черенков. Такие растения обладают быстрыми темпами роста.
С помощью прищипки и обрезки кусту можно придать разную форму, а точнее, кустовидную, ампельную либо штамбовую.
Ухаживать за таким цветком не сложно, так как он отличается неприхотливостью и выносливостью, а также он очень эффектен и обладает прекрасным ароматом.

### Место и почва
Клеродендруму требуется защищённое солнечное место. Но ярким лучам цветок подставлять нельзя.Его рекомендуется держать на восточных или западных окнах. Если растение держат на южной стороне, его располагают чуть дальше от источника света или слегка притеняют. Оставлять горшок с цветком в слишком тенистом месте не стоит. Цветение в таких условиях не наступит, а иногда клеродендрум даже сбрасывает листву. Компенсировать недостаток освещения помогут лампы.
Для посадки клеродендрума требуется слабокислая и питательная почва, для этого добавляют торф. Можно использовать готовые субстраты, добавив в них песок. Для самостоятельного приготовления посадочной смеси песок смешивают с глинистой и листовой землёй, а также с торфом. Любой грунт будет нуждаться в предварительном обеззараживании путём прокаливания или обработки раствором марганцовки.

### Размножение
Клеродендрум размножается посевом семян весной или отделением укоренившихся боковых побегов.
Также хорошо размножается черенкованием. Черенкование можно начинать с весны.
Во время весенней обрезки материнского растения следует заготовить черенки:
- одревесневшие веточки разделить на части с тремя-четырьмя междоузлиями;
- нижние листья убрать, достаточно оставить пару верхних.

Черенки легко укореняются и в воде. Для этого:
- наполнить банку отстоянной или кипячёной водой примерно на 1/3 и поставить в неё черенки.
- каждые два-три дня менять воду;
- черенки держать на свету, но без попадания прямого солнца.

При размножении семенами можно собрать семена со своего растения, дав им вызреть, или купить понравившийся сорт в магазине.
1. Семена сразу посадить в отдельные маленькие горшочки, заполненные смесью торфа или кокосового субстрата с песком в соотношении 1:1.
2. Сделать тепличку и поставить в тёплое светлое место.
3. Тепличку необходимо каждый день проветривать.
4. С появлением росточков постепенно увеличивать время проветривания.
5. Подросшие растения высадить на постоянное место в смесь из 2 частей листовой земли, 1 части торфа или кокосового субстрата и 1 части крупного речного песка[6].